# Geshan (sockenhuvudort i Kina, Heilongjiang Sheng, lat 47,30, long 127,30)
Geshan (kinesiska: 阁山, 阁山乡) är en sockenhuvudort i Kina. Den ligger i provinsen Heilongjiang, i den nordöstra delen av landet, omkring 180 kilometer norr om provinshuvudstaden Harbin. Antalet invånare är 18 262. Befolkningen består av 9 136 kvinnor och 9 126 män. Barn under 15 år utgör 13,0 %, vuxna 15-64 år 79 %, och äldre över 65 år 7,0 %.
Runt Geshan är det ganska tätbefolkat, med 70 invånare per kvadratkilometer. Närmaste större samhälle är Suileng, 16,4 km väster om Geshan. Trakten runt Geshan består till största delen av jordbruksmark.
Genomsnittlig årsnederbörd är 937 millimeter. Den regnigaste månaden är juli, med i genomsnitt 264 mm nederbörd, och den torraste är januari, med 12 mm nederbörd.